# Premios MTV MIAW (Brasil)
Los Premios MTV MIAW  fueron premiados creado por MTV Brasil, que premia a lo mejor de la música. Era la versión brasileña de los premios mexicanos del mismo nombre, cuya primera ceremonia se celebró en el año 2013. La primera edición de los Premios MIAW se celebró el 24 de mayo de 2018 en São Paulo, Brasil y la última se celebró en la misma ciudad brasileña el 26 de julio de 2022.

## Ediciones
| Año  | Fecha            | Local           | Ciudad sede       | Presentador(es)                 | Icono MIAW       | Ref.        |
| ---- | ---------------- | --------------- | ----------------- | ------------------------------- | ---------------- | ----------- |
| 2018 | 24 de mayo       | Citibank Hall   | São Paulo, Brasil | Whindersson Nunes               | Felipe Neto      | [ 1 ]       |
| 2019 | 4 de julio       | Citibank Hall   | São Paulo, Brasil | Hugo Gloss y Sabrina Sato       | Bruna Marquezine | [ 2 ]       |
| 2020 | 24 de septiembre | Estudios Quanta | São Paulo, Brasil | Bruna Marquezine y Manu Gavassi | Manu Gavassi     | [ 3 ]       |
| 2021 | 23 de septiembre | Estudios Quanta | São Paulo, Brasil | Pabllo Vittar y Rafael Portugal | Juliette Freire  | [ 4 ] [ 5 ] |
| 2022 | 26 de julio      | Vibra Hall      | São Paulo, Brasil | Camila Queiroz y Xamã           | Gkay             | [ 6 ]       |

## Categorías

### Actuales
| - Icono MIAW - Super Squad - Crush del Año - Adicción del Año - Passinho Viral - Hola, Niñas - Insta BR - Selfie del Año - Shade del Año - Meme del Año - Parodia del Año - Gamer del Año - YouTuber del Año - Apuesta Digital | - Fandom del Año - Pet del Año - Serie del Año - Mejor Reality - Artista Musical - Video del Año - Himno del Año - Hit Internacional - Feat. del Año - Himno de Karaoke - Explosión K-Pop - #PRESTATENÇÃO - Beat BR - Premio Pro-Social (Única categoría no abierta a votación) |